# CHARMM
CHARMM (Chemistry at Harvard Macromolecular Mechanics) è il nome del campo di forze per la dinamica molecolare e, allo stesso tempo, il nome del pacchetto software in grado di simularle. Il progetto di sviluppo di CHARMM (la versione completa del programma è sempre scritta tutta in maiuscolo) è formato da un insieme di ricercatori ed enti che collaborano con Martin Karplus, l'ideatore del programma, per sviluppare ed aggiornare costantemente il software. Le licenze per questo software sono disponibili, a pagamento, a persone e gruppi che lavorano nel mondo accademico, mentre ne esiste una versione gratuita (chiamata charmm, in minuscolo) a cui mancano, però, alcune funzionalità importanti. È uno dei programmi di bioinformatica più vecchi ancora attivi.

## Storia del programma
Alla fine degli anni sessanta c'era un notevole interesse per sviluppare potenziali funzioni energetiche per le piccole molecole. CHARMM è nato nel gruppo di Martin Karplus a Harvard: Karplus e il suo allora laureato Bruce Gelin decisero che era giunto il momento di sviluppare un programma che avrebbe consentito di prendere una sequenza di aminoacidi e di un insieme di coordinate (ad esempio, dalla cristallografia a raggi X) e utilizzare queste informazioni per calcolare l'energia del sistema in funzione delle posizioni atomiche.
Il debutto pubblico del programma è stato durante gli anni ottanta, profondamente rivisto dalle prime versioni interne ad Harvard. Le release degli aggiornamenti del programma sono semestrali (nei mesi di Febbraio e Agosto) e vengono rilasciate due versioni, quella stabile (che contiene la lettera "b" all'interno del nome, come per esempio c41b2) e quella in beta (che contiene la lettera "a", come c41a1) che diventerà la stabile nella successiva release. CHARMM, in questa maniera, ha continuato a crescere implementando nuove funzionalità e l'ultima versione disponibile, del Febbraio 2020, è la CHARMM c44b2.
Oltre ad essere utilizzabile di per sé, il software è compatibile con molti altri programmi, come Gromacs o Amber.
A partire dal settembre 2017 l'applicativo (ma non i suoi sorgenti) è disponibile gratuitamente agli utenti di gruppi di ricerca no-profit, con il nome di charmm (tutto minuscolo).

## Hardware e Sistemi supportati
CHARMM, attualmente, supporta solamente i sistemi Linux e IBM Aix, mentre sono in fase di sviluppo gli applicativi per OSx. CHARMM, d'altro canto, è in grado di sfruttare appieno sistemi multicore e multiprocessore, scalando verso l'alto a livello prestazionale ed è quindi un ottimo candidato per i sistemi cluster o HPC che supportano Linux. Attraverso il linguaggio OpenMM, inoltre, può sfruttare l'accelerazione via GPU.

## Force Field
I CHARMM force field per le proteine includono: united-atom (dalla versione 19), gli all-atom (dalla versione 22). Nella versione CHARMM22, inoltre, le cariche parziali atomiche sono state ricavate da calcoli chimici quantici delle interazioni tra il modello e l’acqua. Per quanto riguarda il DNA, l’RNA e i lipidi, il supporto arrivò con la versione CHARMM27, assieme a parametri di calcolo per zuccheri, NAD+ e altri composti. Tutti queste simulazioni di force field sono rese compatibili con altri programmi di dinamica molecolare che li supportino.
Nel 2009, fu introdotto un force filed per le molecole di uso farmacocinetico (CGenFF), progettato per coprire una vasta combinazione di raggruppamenti chimici: questo comportò, inevitabilmente, una diminuzione dell’accuratezza della rappresentazione delle molecole. Gli utenti sono stati ripetutamente avvisati, nel sito di Mackerell, di non usare CGenFF se esistono programmi specializzati di force field per altri scopi (per le proteine, gli acidi nucleici, ecc).

## Progetti di calcolo distribuito
Grazie alla flessibilità del software, CHARMM è stato utilizzato in alcuni progetti di calcolo distribuito volontario, come Docking@Home, che simulava le interazioni proteina-ligando a livello atomico attraverso l'analisi di dinamica molecolare.
Anche il progetto "The Clean Energy Project" di WCG ha utilizzato il pacchetto CHARMM per la simulazione di nuovi materiali fotovoltaici.